# High Priest
High Priest — третий сольный альбом поп-рок-музыканта Алекса Чилтона, выпущенный в 1987 году. Это был его первый полноформатный альбом после коммерчески провального Like Flies on Sherbert 1979 года. Чилтон возглавляет солидную группу музыкантов из Мемфиса/Нового Орлеана. Альбом включает кавер на инструментальную «Raunchy» 1957 года, написанную в соавторстве с Сидом Манкером, который обучал Чилтона игре на гитаре в детстве за счёт своего отца. Для продвижения High Priest, Чилтон отыграл более 60-ти концертов в период с 13 сентября по 19 декабря 1987 года, включая многочисленные шоу с Беном Воном на разогреве. Фотография для передней обложки была сделана в Рок-Ривере, штат Вайоминг, Анной Ли Ван Клиф.

## Список композиций
Сторона 1
1. «Take It Off» (Ева Дарби) — 2:56
2. «Let Me Get Close To You» (Кэрол Кинг, Джерри Гоффин) — 2:39
3. «Dalai Lama» (Алекс Чилтон) — 5:15
4. «Volaré» (Доменико Модуньо, Франко Мильяччи) — 3:00
5. «Thing for You» (Алекс Чилтон, Рик Дэвис) — 3:16
6. «Forbidden Love» (Алекс Чилтон) — 2:44

Сторона 2
1. «Make a Little Love» (Джимми Холидей[англ.], Майк Акопофф) — 3:30
2. «Trouble Don’t Last» (Эдди «Guitar Slim» Джонс) — 3:17
3. «Don’t Be a Drag» (Алекс Чилтон) — 3:29
4. «Nobody’s Fool» (Бадди Эммонс[англ.], Дэн Пенн) — 3:12
5. «Come By Here» (Элвис Армстронг) — 3:41
6. «Raunchy» (Билл Джастис[англ.], Сид Манкер) — 2:14

### Бонус-треки на CD
1. «Junkyard» (Алекс Чилтон) — 3:51
2. «Lonely Weekends» (Чарли Рич) — 3:14
3. «Margie» (Кон Конрад[англ.], Дж. Рассел Робинсон[англ.]) — 2:19
4. «Rubber Room» (Портер Вагонер) — 5:20

## Участники записи
- Алекс Чилтон — вокал, гитара, фортепиано
- Рон Исли, Джордж Райнеке — гитара
- Рене Коман, Сэм Шарп — бас
- Дуг Гаррисон — барабаны
- Джим Спейк — тенор-саксофон
- Фред Форд — баритон-саксофон
- Ноки Тейлор — труба
- Джим Дикинсон — фортепиано в «Trouble Don’t Last»
- Лоретт Велветт, Рене Коман, Уэйн Джексон[англ.] — голоса

Технический персонал
- Марк Калп, Том Лаун — звукоинженеры